# Yu-Gi-Oh! Duel Links
Yu-Gi-Oh! Duel Links é um jogo de cartas virtual gratuito para jogar desenvolvido pela Konami para dispositivos iOS e Android, baseado no jogo de cartas da série Yu-Gi-Oh!. Após um período beta inicial, o jogo foi lançado pela primeira vez no Japão em 17 de novembro de 2016 e, em seguida, lançado para o resto do mundo em 11 de janeiro de 2017.

## Enredo
Duel Links apresenta personagens do anime Yu-Gi-Oh! Duel Monsters. Seto Kaiba criou uma realidade virtual "Duel World" para reunir os melhores duelistas para que possam competir. Os jogadores primeiro têm a opção de jogar como Yami Yugi ou Seto Kaiba. Conforme eles continuam a ganhar duelos, outros personagens se desbloquearão ao vencê-los, incluindo o personagem que o jogador não escolheu no início.

## Jogabilidade
O jogo usa as regras originais do jogo de cartas com algumas modificações. Os jogadores têm 4000 Pontos de Vida, a Fase Principal 2 é removida, o número de lugares de monstros e feitiços é reduzido e os personagens podem ter habilidades que afetam o jogo. Os conjuntos de cartas são os primeiros lançados ao redor do tempo do anime Yu-Gi-Oh! Duel Monsters. Como os jogadores ganham duelos e o nível cresce, eles recebem uma variedade de recompensas, incluindo novas cartas, moedas, pedras preciosas e pedras. Moedas e pedras podem ser trocadas por novas cartas através do comerciante, enquanto as jóias podem ser usadas para comprar novas cartas na loja. O jogo também inclui um modo PvP onde os jogadores podem duelar em tempo real com amigos, assim como participar de duelos aleatórios com jogadores de todo o mundo.
Eventos especiais ocorrem por um período limitado de tempo para fornecer variedade e a oportunidade de ganhar cartas raras. O primeiro desses eventos foi a aparição de Yugi Muto (separado de Yami Yugi) que proporcionou a oportunidade de ganhar cartas raras como Gandora, o Dragão da Destruição. O próximo evento foi Toon World com a oportunidade de desbloquear Maximillion Pegasus e seus monstros Toon. No entanto, o evento Toon World foi atrasado devido a problemas do servidor.

## Recepção
Várias publicações elogiaram Yu-Gi-Oh! Duel Links por simplificar muitas das regras do tradicional jogo de cartas e torná-lo muito acessível a novos jogadores. AppCritic observou que ele também atrairia jogadores veteranos, dizendo: "Embora esta não seja uma experiência completa do TCG, ainda há uma boa quantidade de profundidade e estratégia envolvidas para os jogadores veteranos de Yu-Gi-Oh!." Pocket Gamer, que deu uma nota de 9/10, elogiou a apresentação do jogo dizendo que "está tudo apresentado de uma maneira que é indiscutivelmente melhor do que o anime original, e há até mesmo vozes completas atuadas pelos dubladores originais. Isso não só cria uma sensação autêntica que é inigualável, mas o mais importante, tudo isso contribui para a nostalgia e imersão. Em última análise, fazer o jogador se sentir como se ele tivesse literalmente entrado no mundo de Yu-Gi-Oh!."